# Agostino Vallini
Agostino Vallini (ur. 17 kwietnia 1940 w Poli) – włoski duchowny rzymskokatolicki, doktor obojga praw, biskup pomocniczy Neapolu w latach 1989–1999, biskup diecezjalny Albano w latach 1999–2004, arcybiskup ad personam od 2004, prefekt Najwyższego Trybunału Sygnatury Apostolskiej w latach 2004–2008,  kardynał od 2006 (najpierw w stopniu diakona, w 2009 promowany do stopnia prezbitera), wikariusz generalny Rzymu i tym samym archiprezbiter bazyliki św. Jana na Lateranie w latach 2008–2017, administrator apostolski suburbikarnej diecezji Ostii w latach 2012–2017, członek Rady ds. Gospodarki w latach 2014–2020, od 2017 emerytowany wikariusz generalny diecezji rzymskiej, legat papieski ds. bazyliki św. Franciszka i bazyliki Najświętszej Marii Panny od Aniołów w Asyżu w latach 2017–2025.

## Życiorys
Studiował w seminarium archidiecezjalnym w Neapolu, na Wydziale Teologicznym w Neapolu (obronił licencjat z teologii) oraz na Papieskim Uniwersytecie Laterańskim w Rzymie (obronił doktorat z prawa cywilnego i kanonicznego). Święcenia kapłańskie otrzymał 19 lipca 1964 w Neapolu z rąk kardynała Alfonso Castaldo. Wykładał prawo kanoniczne na Wydziale Teologicznym w Neapolu (był tam również dziekanem), następnie na Papieskim Uniwersytecie Laterańskim. Działał w Federacji Włoskich Uniwersytetów Katolickich. Był rektorem seminarium archidiecezjalnego w Neapolu oraz regionalnym radcą Akcji Katolickiej.
23 marca 1989 został mianowany biskupem pomocniczym Neapolu, ze stolicą tytularną Tortibulum. Sakrę biskupią otrzymał 13 maja 1989 w Neapolu z rąk miejscowego metropolity, kardynała Michele Giordano. 19 listopada 1999 został biskupem diecezji Albano (będącej jednocześnie tradycyjną diecezją kardynalską). 27 maja 2004 przeszedł do pracy w Kurii Rzymskiej; został prefektem Trybunału Sygnatury Apostolskiej, jednocześnie otrzymał promocję na arcybiskupa tytularnego.
22 lutego 2006 znalazł się w gronie piętnastu duchownych, których nominacje kardynalskie zapowiedział papież Benedykt XVI, a na uroczystości konsystorza 24 marca 2006 otrzymał tytuł kardynała diakona San Pier Damiani ai Monti di San Paolo.
27 czerwca 2008 papież Benedykt XVI mianował kard. Agostino Valliniego wikariuszem generalnym Rzymu i archiprezbiterem bazyliki laterańskiej. Na dotychczasowym stanowisku zastąpił go arcybiskup Saint Louis Raymond Leo Burke.
24 lutego 2009 promowany przez papieża do rangi kardynała prezbitera.
1 maja 2011 podczas uroczystej eucharystii  na placu św. Piotra, jako wikariusz generalny Rzymu prosił papieża Benedykta XVI o włączenie Jana Pawła II w poczet błogosławionych.
Brał udział w konklawe 2013, które wybrało papieża Franciszka. 17 kwietnia 2020 skończył 80 lat i stracił prawo do udziału w konklawe.
26 maja 2017 kard. Vallini przeszedł na emeryturę, zaś jego następcą na urzędzie wikariusza diecezji rzymskiej został dotychczasowy biskup pomocniczy tejże diecezji, bp Angelo De Donatis. 4 listopada 2017 Ojciec Święty Franciszek mianował go papieskim legatem ds. bazyliki św. Franciszka oraz bazyliki Najświętszej Marii Panny od Aniołów w Asyżu. Rolą papieskiego legata dla obydwu bazylik jest krzewienie więzi między miejscami świętymi związanymi z osobą Biedaczyny z Asyżu a Stolicą Apostolską. Nie dysponuje on żadną specjalną jurysdykcją. Został on w tej funkcji następcą zmarłego 22 kwietnia 2017 kard. Attilio Nicory.

## Odznaczenia
- Krzyż Komandorski Orderu Gwiazdy Rumunii (Rumunia, 2012)[3]